# Salts al Campionat del Món de natació de 2015 – 10 metres plataforma sincronitzat femení
La prova de 10 metres plataforma sincronitzat femení es va celebrar el 27 de juliol de 2015 a Kazan, Rússia. Tant la preliminar com la final es va disputar el mateix dia.

## Resultats
La preliminar es va celebrar a les 10:00 i la final a les 19:30.

   *   Classificades
| Posició | País            | Saltadors                             | Preliminar | Preliminar | Final  | Final   |
| Posició | País            | Saltadors                             | Punts      | Posició    | Punts  | Posició |
| ------- | --------------- | ------------------------------------- | ---------- | ---------- | ------ | ------- |
| 1       | R.P. de la Xina | Chen Ruolin Liu Huixia                | 330.24     | 1          | 359.52 | 1       |
| 2       | Canadà          | Meaghan Benfeito Roseline Filion      | 313.26     | 2          | 339.99 | 2       |
| 3       | Corea del Nord  | Kim Un-hyang Song Nam-hyang           | 301.44     | 5          | 325.26 | 3       |
| 4       | Mèxic           | Paola Espinosa Alejandra Orozco       | 285.57     | 8          | 310.77 | 4       |
| 5       | Rússia          | Ekaterina Petukhova Yulia Timoshinina | 274.80     | 11         | 310.68 | 5       |
| 6       | Regne Unit      | Sarah Barrow Tonia Couch              | 302.52     | 4          | 308.40 | 6       |
| 7       | Malàisia        | Pandelela Rinong Leong Mun Yee        | 311.04     | 3          | 303.60 | 7       |
| 8       | Austràlia       | Lara Tarvit Melissa Wu                | 294.84     | 6          | 302.22 | 8       |
| 9       | Estats Units    | Amy Cozad Jessica Parratto            | 285.66     | 7          | 295.86 | 9       |
| 10      | Alemanya        | Tina Punzel Christina Wassen          | 278.70     | 10         | 285.00 | 10      |
| 11      | Ucraïna         | Ganna Krasnoshlyk Vlada Tatsenko      | 279.06     | 9          | 283.20 | 11      |
| 12      | Corea del Sud   | Kim Su-ji Ko Eun-ji                   | 273.42     | 12         | 271.11 | 12      |
| 13      | Hongria         | Villő Kormos Zsófia Reisinger         | 261.30     | 13         |        |         |
| 14      | Cuba            | Yaima Mena Annia Rivera               | 257.58     | 14         |        |         |
| 15      | Brasil          | Ingrid Oliveira Giovanna Pedroso      | 256.32     | 15         |        |         |
| 16      | Singapur        | Lee Myra Jia Wen Lim Shen-Yan Freida  | 244.32     | 16         |        |         |